# سينيكا (مقاطعة ليك غرين)
سينيكا، مقاطعة ليك غرين (بالإنجليزية: Seneca, Green Lake County, Wisconsin)‏ هي بلدة تقع بولاية ويسكونسن في الولايات المتحدة. تبلغ مساحتها 85 (كم²)، وترتفع عن سطح البحر 233 م، بلغ عدد سكانها 424 نسمة في عام 2000 حسب إحصاء مكتب تعداد الولايات المتحدة وتصل الكثافة السكانية فيها 5 نسمة/كم2.

## وصلات خارجية
- The US50 - Cities and Towns in Wisconsin State
- Wisconsin Cities and Towns, Facts, Map, Flag, Colleges, Government, and More